# Seznam trenerjev New York Americans
Trenerji NHL moštva New York Americans. 
- Tommy Gorman, 1925–26
- Newsy Lalonde, 1926–27
- Shorty Green, 1927–28
- Tommy Gorman, 1928–29
- Lionel Conacher, 1929–30
- Eddie Gerard, 1930–32
- Bullet Joe Simpson, 1932–35
- Red Dutton, 1935–42